# Jan Rostek
Jan Rostek vel Stefan Andruszczak ps. Aga, Bob, Dan (ur. 12 maja 1918 w Pysznicy, zm. po 14 stycznia 1943) – porucznik kawalerii Wojska Polskiego, Polskich Sił Zbrojnych na Zachodzie, oficer wywiadu ofensywnego Armii Krajowej, cichociemny.

## Życiorys
Jan Rostek urodził się w rodzinie Walentego, rolnika, i Zofii z domu Haliniak. W 1936 roku złożył maturę w Państwowym Gimnazjum im. Stefana Czarnieckiego w Nisku.
W latach 1936–1939 był słuchaczem Szkoły Podchorążych Kawalerii w Grudziądzu. W sierpniu 1939 roku został przydzielony do 12 pułku Ułanów Podolskich i wyznaczony na stanowisko dowódcy plutonu w 4 szwadronie. W składzie tego pułku walczył w kampanii wrześniowej. Został ranny w bitwie pod Mokrą. 12 września 1939 roku został mianowany podporucznikiem ze starszeństwem z dniem 15 sierpnia 1939 roku w korpusie oficerów służby stałej kawalerii.
Po kampanii wrześniowej był internowany na Węgrzech. Przedostał się do Francji, a następnie do Wielkiej Brytanii, gdzie służył w 24 pułku ułanów, który wchodził w skład 10 Brygady Kawalerii Pancernej.

## Cichociemny
Zgłosił się do służby w kraju. Po przeszkoleniu ze specjalnością w wywiadzie (od 1 kwietnia do 10 stycznia 1942 roku był słuchaczem polskiej szkoły wywiadu pod kryptonimem Oficerskiego Kursu Doskonalącego Administracji Wojskowej), zaprzysiężony na rotę AK 13 stycznia 1942 roku w Londynie, w Oddziale VI (Specjalnym) Sztabu Naczelnego Wodza.  
Zrzucony do okupowanej Polski w nocy z 27 na 28 marca 1942 roku w operacji lotniczej „Boot”, na placówkę odbiorczą „Trawa” w rejonie miejscowości Przyrów. Razem z nim skoczyli: por. Zbigniew Bąkiewicz ps. Zabawka, ppor. Lech Łada ps. Żagiew, ppor. Rafał Niedzielski ps. Mocny, por. Tadeusz Śmigielski ps. Ślad oraz kurier Delegatury Rządu na Kraj ppor. Leszek Janicki ps. Maciej.
Został przydzielony do wywiadu ofensywnego Referatu „Wschód” Oddziału II Informacyjno-Wywiadowczego Komendy Głównej AK i skierowany do pracy w ośrodku wywiadowczym w Kijowie. Został aresztowany 14 stycznia 1943 roku przez Abwehrę w Kijowie. Dalszy jego los jest nieznany, miał 25 lat...

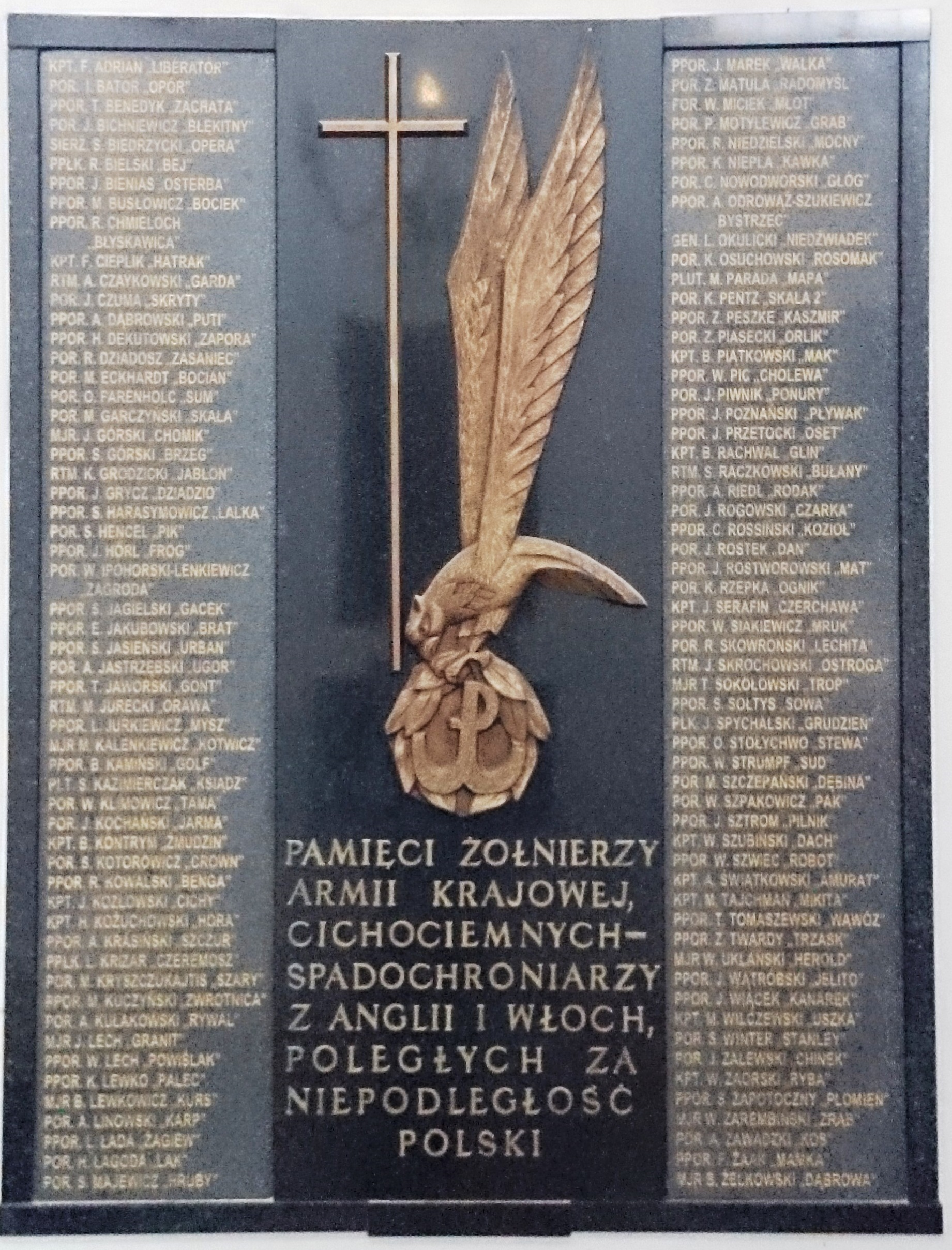
Tablica w kościele św. Jacka w Warszawie, upamiętniająca poległych cichociemnych, w tym Jana Rostka

## Awanse
- podporucznik – ze starszeństwem od 1 sierpnia 1939 roku
- porucznik – ze starszeństwem od 27 marca 1942 roku.

## Odznaczenia
- Krzyż Srebrny Orderu Virtuti Militari.

## Upamiętnienie
W lewej nawie kościoła św. Jacka przy ul. Freta w Warszawie odsłonięto w 1980 roku tablicę Pamięci żołnierzy Armii Krajowej, cichociemnych – spadochroniarzy z Anglii i Włoch, poległych za niepodległość Polski. Wśród wymienionych 110 poległych cichociemnych jest Jan Rostek.